# Pentafluorek arsenu
Pentafluorek arsenu, nazwa Stocka: fluorek arsenu(V), AsF
5 – nieorganiczny związek chemiczny z grupy fluorków, sól kwasu fluorowodorowego i arsenu na V stopniu utlenienia.

## Budowa cząsteczki
Pentafluorek arsenu jest związkiem o budowie bipiramidy trygonalnej. Długość aksjalnych wiązań As−F wynosi 171,9 pm, natomiast wiązań ekwatorialnych – 168,8 pm.

## Otrzymywanie
Pentafluorek arsenu może zostać otrzymany poprzez ogrzewanie arsenu z fluorem:
2As + 5F
2 → 2AsF
5
Inną metodą jest reakcja fluoru z tritlenkiem diarsenu.

## Właściwości
Pentafluorek arsenu jest bezbarwnym gazem, rozpuszczalnym w etanolu, benzenie i eterze dietylowym, natomiast reagującym z wodą. Jest silnym utleniaczem i kwasem Lewisa.
W rozpuszczalniku freonowym i w obecności pentafluorku arsenu, trimer chlorocyjanu (CNCl)
3 reaguje z fluorem dając kompleks [C
3N
3Cl
3F][AsF
6]. Pod ciśnieniem w niskich temperaturach i w nadfiolecie, pentafluorek arsenu reaguje z trifluorkiem azotu i fluorem tworząc heksafluoroarsenian tetrafluoroamonu:
NF
3 + F
2 + AsF
5 → NF
4AsF
6
W niskich temperaturach w wyniku reakcji pomiędzy tribromkiem arsenu, bromem i pentafluorkiem arsenu tworzy się kompleks [AsBr
4]+
[AsF
6]−
. Z pentachlorkiem antymonu tworzy natomiast mieszany halogenek SbCl
4F występujący jako tetramer.